# Mochokus niloticus
Mochokus niloticus är en fiskart som beskrevs av Joannis, 1835. Mochokus niloticus ingår i släktet Mochokus och familjen Mochokidae. IUCN kategoriserar arten globalt som livskraftig. Inga underarter finns listade i Catalogue of Life.